# Santuario de la Virgen de la Asunción del Cébrano
El santuario de la Virgen de la Asunción del Cébrano se encuentra en la parte sur del centro de Asturias, en el concejo de Teverga el cual tiene desde el punto de vista artístico un lugar privilegiado ya que sobre sus terrenos se levantó la  Colegiata de San Pedro que es un templo románico construido en el siglo XI por lo que es considerado de románico temprano o como una transición del prerrománico. Por este motivo el edificio conserva elementos de ambos estilos. Con todo esto se puede indicar que la iglesia es la primera muestra de este estilo en la región y coetáneo con  San Isidoro de León. Por lo que respecta al Santuario de la Virgen de la Asunción del Cébrano, su parte más antigua — el presbiterio— se cree que es del siglo IX.: Tomo VI, 150  Es la patrona del  concejo de Teverga.

## Emplazamiento
El santuario está situado cerca de Carrea, en la falda de la Peña Sobia, macizo rocoso de caliza color gris claro con altura media de 1500 m s. n. m. y cota máxima de 1700 m s. n. m. Esta formación rocosa separa los concejos de Quirós yTeverga. Para llegar al Santuario desde Oviedo hay que coger la carretera o autopista hasta Trubia y desde ahí tomar la carretera AS-228, pasar Proaza y siguiendo la misma carretera llegar a «Caranga Baja» donde la misma vía hace un ángulo recto a la derecha pasando el río Trubia; unos km más adelante está La Plaza,  capital del concejo de Teverga. Siguiendo hacia el Puerto de Ventana, por una desviación que indica «Sobrevilla» y «Montecillo» se llega al santuario. Está a unos seis km de La Plaza.

## Historia
En un principio, hacia el siglo IX aparece el santuario como el de «Santa María de Carrea», es decir, que ya fue construido y conocido antes que la Colegiata de San Pedro de Teverga la cual se trata de un templo románico construido en el siglo XI por lo que es considerado de románico temprano o como una transición del prerrománico. Sin embargo no fue hasta el siglo XII cuando la devoción mariana, y por tanto su prestigio cristiano, fueron reconocidos y extendidos tanto dentro como fuera del concejo de Teverga.
Respecto a la llegada de la imagen hasta este lugar hay, como en casi todos los santuarios, una «leyenda áurea». La leyenda más popular y extendida es que después de la Batalla de Guadalete, los católicos trajeron la imagen hasta esta zona para mayor protección respecto a los moros. Como en otras situaciones similares, la Virgen se aparece o la encuentra gente sencilla. En este caso es un pastor el que encontró la imagen de la Virgen mientras pastoreaba en las laderas de la Peña Sobia quien la encontró en una cueva. Una característica peculiar de la imagen es que tiene la cabeza protegida por una especie de cuenco de cobre el cual tenía una serie de inscripciones dibujadas a base de formas geométricas. La imagen es una talla de estilo románico- bizantino de muy bella factura, está en posición sedente y tiene sentado al Niño en la rodilla izquierda.

## Estructura y arquitectura

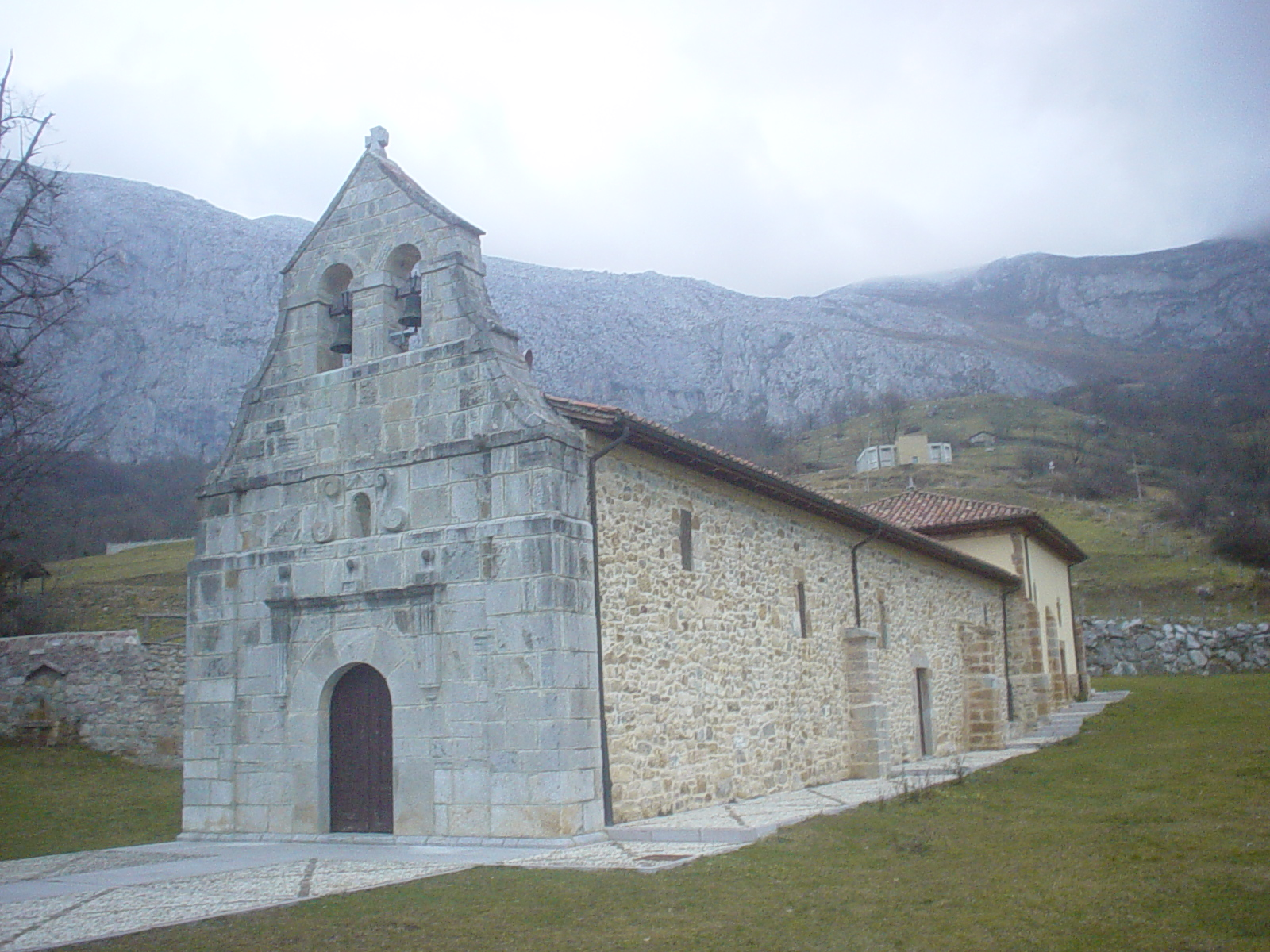
Santuario de la Virgen del Cébrano

Los expertos creen que el  presbiterio es la parte más antigua y lo fechan en el siglo IX o principios del siglo X siendo el resto del santuario del siglo XVIII. El conjunto de la imagen de la  Virgen con el Niño está encajado en un retablo barroco.: Tomo VI, 150–151  Además de la talla de la Virgen, en el interior del templo hay una talle de Cristo del siglo XV y otra de San Antonio que podría ser del siglo XVII.

### Inicio de la restauración
Debido al mal estado del santuario, que amenazaba ruina, se acometieron unas obras de restauración que duraron desde el año 1997 hasta el 2004 las cuales se realizaron con especial esmero para no desvirtuar el antiguo santuario. El proyecto tenía amplias expectativas ya que contemplaba el desmontaje de la espadaña, pieza a pieza, debidamente numeradas para descargar los cimientos de peso y pasar posteriormente al recalce de toda la cimentación y la desviación de cinco fuentes de agua que manaban de su interior. Este era el motivo fundamental de la inestabilidad de la cimentación.

### La cubierta
La nueva cubierta es de  castaño con los aleros muy bien tallados. Se utilizó el sistema de  cerchas en tijera con «pendulón» para respetar lo máximo posible la vieja construcción pues este sistema era el utilizado en las antiguas edificaciones. También se restauró el altar barroco por medio de especialistas de restauración del Museo del Prado

### Las vidrieras
La restauración y confección de las  vidrieras emplomadas, cuyos motivos están basados en las Letanías lauretanas, merecen una espacial atención. Están hechas mediante el «sistema francés de emplomado» que es el que empleaban en sus catedrales y fueron realizadas por la empresa que lleva el mantenimiento de las mayoría de las grandes vidrieras de los monumentos españoles más importantes.
Fueron donadas por los  Hermanos Maristas por su gran vinculación con la villa de Teverga a través del hermano Bernardino Fuenteseca, que nació en Carrea, situado en las faldas de la Peña Sobia, donde en la actualidad viven 27 personas y se encuentra a 5 km de La Plaza, la capital del concejo. El hermano «Mino Fuenteseca» fue bautizado en el Santuario de la Virgen del Cébrano, excelente poeta cuya obra gira fundamentalmente alrededor de la figura de la «Virgen del Cébrano» y cuyos restos reposan en este santuario.

### El crucero
En un solar adosado al Santuario que en su día fue cementerio se diseñó una zona verde donde hay un Crucero tallado en piedra por el cantero Marcos Mariño González en Covelo, villa de Galicia, donde tradicionalmente se han agrupado los mejores tallistas de cruceros de piedra. Este  crucero tiene talladas por ambos lados las imágenes de Cristo crucificado y de la «Virgen del Cébrano». A los pies del crucero está plantado un rosal blanco con tierra procedente de la totalidad de las parroquias de Teverga así como de Tuy ya que desde allí llegaron los restos del Hermano marista Mino Fuenteseca, de Francia, Palencia, Oviedo y Quirós, en recuerdo de los tres santos de los que reposan parte de los restos óseos debajo del altar del Cébrano: el Beato Rafael Arnaiz,  san Melchor de Quirós, primer santo asturiano y  San Marcelino Champagnat fundador de los Hermanos Maristas.

## El entorno
Dispone de unos 18 000 m² que fueron adquiridos para aumentar y mejorar el espacio existente y ofrecer al peregrino o visitante una zona para el descanso y la contemplación de un lugar de gran belleza, al abrigo de Peña Sobia, teniendo en frente la fachada suroeste del Camino Real del Puerto de la Mesa. También se construyó un «área recreativa» dotada con mesas, bancos y fuente, etc. para descanso y disfrute del visitante.

## Favores y milagros
El cuenco de cobre que traía la imagen como protección de su cabeza se las ponían sobre las suyas los romeros y peregrinos que visitaban el lugar para curar los males cerebrales. Entre las diferentes etimologías de la palabra «Cébrano» y quizá la más aceptada es la de «cerebro» por lo que la «Virgen del Cébrano» es la abogada de los enfermos con dolores de cabeza, enfermedades mentales, etc. Como esta especie de cuenco de cobre fue robado bastantes años atrás, cuando se llevó a cabo la restauración del santuario se fabricó otro muy similar y con las mismas inscripciones, cuenco que siguen poniéndose en la cabeza los peregrinos y romeros pidiendo la curación del mal que padecen.

## Fiestas, devociones y tradiciones
El día de la fiesta es, como en muchísimos lugares de España, el 15 de agosto, fecha que, por celebrarse la patrona de tantos pueblos de la geografía nacional, se llama el «Día de la Virgen de agosto». La fiesta está precedida por una novena a la que concurren gran número de  teverganos así como de otras comarcas. Para esta novena salen todos los días autobuses desde La Plaza hasta el santuario.
La costumbre tan extendida en Asturias de la «oferta del ramu» también se celebra en este santuario pero con una característica peculiar: las personas que van a ofrecer «el ramu» piden el favor deseado a la Virgen del Cébrano mediante unas coplas acompañadas por una música monocorde, ancestral y muy típica que se remonta, a decir de los especialistas, hasta el siglo XIV.: Tomo VI, 150–151 
Algunas de ellas: Tomo VI, 150–151  son como las siguientes:

Apartaos del camino
los que estáis junto a la iglesia,
que el mozu que lleva el ramu
quiere cumplir su promesa.

Virgen del Cébrano, hermosa
a tu puerta hemos llegado,
préstanos fuerza y valor
para explicar tus milagros

Desde hoy te ofrezco un ramu,
Sagrada Virgen María,
si devuelves la salud
a mi hija muy querida.